# Anton Oblak (geograf)
Anton Oblak, slovenski geograf, * 24. julij 1914, Drenov Grič, † 25. september 1973, Ljubljana.
Oblak je leta 1940 diplomiral na Filozofski fakulteti v Ljubljani, ter nato do leta 1961 poučeval na srednjih šolah v Ljubljani. Leta 1952 je postal honorarni in 1961 redni profesor na Višji pedagoški šoli v Ljubljani. Kot raziskovalec se je ukvarjal z metodiko in didaktiko pouka zemljepisa, ter načrtoval in uvajal nove učne pripomočke. Med drugim je sestavil žični globus za ponazoritev kartografskih projekcij.
Anton Oblak je sam ali v soavtorstvu s sodelavci napisal več skript in učbenikov zemljepisa za osnovne in strokovne šole. Je avtor ali soavtor več šolskih atlasov.

## Družina
Poročil se je s Silvo Oblak, učiteljico geografije. Rodil se jima je en otrok - sin Borut Tone Oblak, znanstvenik in pisatelj.